# Trachylepis atlantica
Trachylepis atlantica (нороньїнська мабуя) — вид сцинкоподібних ящірок родини сцинкових (Scincidae). Ендемік Бразилії.

## Поширення і екологія
Нороньїнські мабуї є ендеміками острова Фернанду-ді-Норонья, розташованого в Атлантичному океані поблизу узбережжя Бразилії. Всеїдні. Відкладають яйця.